# Ponthieva brittoniae
Ponthieva brittoniae är en orkidéart som beskrevs av Oakes Ames. Ponthieva brittoniae ingår i släktet Ponthieva och familjen orkidéer. Inga underarter finns listade i Catalogue of Life.